# Nokia 5000
Nokia 5000  là một chiếc điện thoại của hãng Nokia, có kiểu dáng khá bắt mắt với nhiều màu sắc và kích thước siêu mỏng (11,1 mm). Khi mới nhìn, 5000 có dáng vẻ gần giống với người em trai 5310 XpressMusic.

## Tổng quan
Nokia 5000 có nhiều màu sắc lạ mắt, đặc biệt nếu nhìn không kỹ sẽ lầm tưởng nó với Nokia 5310 XpressMusic.
5000 chỉ có vài điểm nổi bật như: kiểu dáng mỏng, màn hình 2.0inches hiển thị sắc nét và hỗ trợ nhạc chuông MP3. Ngoài ra điểm yếu của 5000 không thể kể hết như: không có thẻ nhớ, bộ nhớ trong quá ít (12MB), không có 1 kết nối nào nổi bật.
Camera 1,3mpx của máy khá rõ nét, với chế độ quay video 1 phút và zoom.

## Tính năng
Mạng: GSM (850/900/1800/1900).
Năm công bố:tháng 4 năm 2008

Kích thước: 106 x 46 x 11,1 mm

Thể tích:54cc

Trọng lượng: 74g
Màn hình: TFT, 240x320 pixels (2.0 inches), hỗ trợ tối đa 65k màu
Kết nối:
 GPRS class 10
EDGE Class 6
Bluetooth 2.0
Pin: Li-Ion 700mAh
Thời gian chờ: 450 giờ
Thời gian thoại: 5 giờ.